# Carcelia laevigata
Carcelia laevigata là một loài ruồi trong họ Tachinidae.